# 慈山
慈山（じさん、寛永14年（1637年） - 元禄3年7月3日（1690年8月7日）は、江戸時代前期の学僧。字は妙立。号は唯忍子。美作国の出身。

## 略歴
幼い時に出家し、1664年（寛文4年）17歳で山科花山寺の雷峰禅師のもとで得度、印可を受け、近江国坂本に草庵を結んだ。1672年（寛文12年）瓔珞羯摩によって自誓受戒した。天台三大部を深く研究し、禅門の極意は天台宗の別意に過ぎないと悟り、天台宗に改宗した。秘密灌頂を受け、また梵網の十重禁戒を受け、比叡山では口伝法門を排して小乗律を主唱したことから天台宗側から排斥された。その後流寓し京都東山で没した。弟子の光謙（霊空）が安楽律院を創建し、その開山1世となった。